# Otto Jankovich
Otto Jankovich (* Jänner 1967 in Bad Homburg vor der Höhe) ist ein österreichischer Schauspieler.

## Leben
Otto Jankovich ist in Deutschland geboren und in Belgien aufgewachsen. Nach seiner Gymnasialzeit in St. Gallen in der Schweiz und Studium am Konservatorium der Stadt Wien arbeitet er in Wien als Schauspieler, Autor, Komponist und Regisseur. 1998 arbeitete er für ICAN Internetservices als Channel Manager und Game Designer. In der Zeit schuf er über 20 Online-, Handy- und asynchrone Multiuser-Spiele (Schneeballschlacht, Goodie Schlacht, Eier-Schlacht, Christkind vs. Weihnachtsmann, Mini City Challenge). Seit 2012 arbeitet Jankovich im MuTh.

## Familie
Otto Jankovich, der auch als Otto Jankovich-Bésán auftritt, entstammt der ungarischen der vormaligen Adelsfamilie der Grafen Jankovich-Bésán de Pribér. Verheiratet ist er mit Birgitta, geb. Prinzessin von und zu Liechtenstein (* 13. April 1967 in Wien), Tochter von Karl Alfred Prinz von und zu Liechtenstein (1910–1985) und Agnes Christina Habsburg-Lothringen (1928–2007), mütterlicherseits somit Enkelin von Hubert Salvator Habsburg-Lothringen (geb. 1894 als Erzherzog von Österreich, Prinz von Toskana; † 1971). Gemeinsam haben sie einen Sohn (* 2001) und eine Tochter (* 2004).

## Theater
- Kiss Me Kate Cole Porter als Harrison Howell; Regie: Gerald Pichowetz, im Gloria-Theater
- Der Klang des Regens von Mike Loewenrosen als Diego Rivera; Regie: M. Loewenrosen, im OFF Theater Wien
- Der Kontrabass Patrick Süskind als Kontrabassist; Regie: L. Altenburg, im Wiener Metropol
- Jedermann von Hugo von Hofmannsthal als der Gute Geselle; Regie: H. Levar, Stadt Krems
- Othello von William Shakespeare als Gratiano; Regie: Tamas Ferkay, Sommerfestspiel Perchtoldsdorf
- Sie liebt mich (She Loves Me!) von Bock / Masteroff als Piccolo / Oberkellner; Regie: P. Heusch / S. Ellis, im Ronacher
- Die Geierwally von Reinhard P. Gruber als Willy; R. Persché in der Arena Graz
- Die Kaktusblüte von Barrilet / Grédy als Igor, Regie: R. Weigmüller, Kleine Komödie Graz
- Die lustige Witwe von Franz Lehár als Njegus / Pritschitsch; Regie: Paul Flieder im Ronacher
- Robin Hood von Robert Persché als Bruder Tuk; Regie: R. Persché im Stadttheater Klagenfurt
- Die Spinnen die Römer! (A Funny Thing Happened on the Way to the Forum) von Stephen Sondheim als Senex; Regie: Werner Sobotka im Graumann Theater
- Dichterdämmerung von Friedrich Dürrenmatt als Der Besucher; Regie: M. Mohapp im Graumann Theater
- Vorsicht, Trinkwasser!' von Woody Allen als Mister Kilroy; Regie: M. Mohapp im Graumann Theater

## Filmografie
- 2004: Dorfers Donnerstalk, 3 Folgen (TV), Regie: David Schalko
- 2004: Kommissar Rex – E-Mail von der Mörderin, Folge 116 (TV), Regie: Andreas Prochaska
- 2010: Die Lottosieger (TV), Regie: Leopold Bauer
- 2011: Grimm’s Snow White (Kino), Regie: Rachel Lee Goldenberg
- 2012: SOKO Donau – Der heilige der Verdammten (TV), Regie: Manuel Flurin Hendry
- 2014: Vorstadtweiber (TV),  Regie: Sabine Derflinger, Harald Sicheritz
- 2016: SOKO Donau – 3,2,1, Mord – Folge 16 (TV), Regie: Holger Barthel
- 2021: Klammer – Chasing the Line
- 2024: Persona Non Grata

## Autor & Komponist
- 1985: Willy Tell, ein Musical, UA Mörschwil (CH)
- 1992: He! Schreib ein Musical – Autor & Komponist UA (Konservatorium der Stadt Wien)
- 1994: Vienna Summer Love 2002 – Revue – Co-Autor, Graumann Theater
- 2016: Neues Wiener Krippenspiel ein poetisches, multimediales Theatererlebnis für Jung und Alt. UA am 17. Dezember 2016 im MuTh[2]
- 2020: Aquarium oder die letzte Chance – Musical für einen Darsteller, UA am 22. Februar 2020 im MuTh[3]